# فيل كامبل (موسيقي)

فيل كامبل (بالإنجليزية: Phil Campbell)‏ (و. 1961  م) هو موسيقي، وعازف قيثارة من المملكة المتحدة، وويلز، يستخدم آلات قيثارة، وهو عضوٌ في موتورهيد.

## وصلات خارجية
- فيل كامبل على موقع IMDb (الإنجليزية)
- فيل كامبل على موقع ميوزك برينز (الإنجليزية)
- فيل كامبل على موقع أول ميوزيك (الإنجليزية)
- فيل كامبل على موقع ديسكوغز (الإنجليزية)
- فيل كامبل على موقع ديسكوغز (الإنجليزية)
- فيل كامبل على موقع قاعدة بيانات الفيلم (الإنجليزية)

- فيل كامبل في قاعدة بيانات الأفلام على الإنترنت